# Wakayama-lijn
De Wakayama-lijn (和歌山線,Wakayama-sen) is een spoorlijn die de prefecturen Nara en Wakayama met elkaar verbindt. De lijn wordt geëxploiteerd door West Japan Railway Company (JR West). De lijn loopt vanaf Ōji aan de Yamatoji-lijn naar Wakayama aan de Hanwa-lijn en de Kisei-lijn. Het traject loopt vanaf Ōji naar het zuiden en volgt daarna de Kino-rivier naar het zuidwesten. Doorgaande lijnen vanuit Wakayama rijden door naar JR Namba via de Yamatoji-lijn en naar Nara via de Sakurai-lijn.

## Geschiedenis
Hoewel de spoorlijn sinds 1909 bekendstaat als de Wakayama-lijn, bestond de lijn daarvoor uit drie afzonderlijke delen: de Ōsaka-, Nanwa- en de Kiwa-spoorlijn. Het oudste deel, de lijn tussen Ōji en Takada, werd in 1891 voltooid. Na de nationalisering van de spoorwegen in 1907 besloot de nieuwe spoorwegautoriteit in 1909 om het gedeelte tussen Ōji en Wakayama te benoemen tot de Wakayama-lijn.

## Stations
| Station       | Station  | Afstand | Verbindingen                                                                                       | Plaats       | Plaats   |
| ------------- | -------- | ------- | -------------------------------------------------------------------------------------------------- | ------------ | -------- |
| Ōji           | 王寺     | 0,0     | West Japan Railway Company: Yamatoji-lijn Kintetsu: Ikoma-lijn, Tawaramoto-lijn (Station Shin-Ōji) | Ōji          | Nara     |
| Hatakeda      | 畠田     | 2,6     | | Ōji          | Nara     |
| Shizumi       | 志都美   | 4,5     | | Kashiba      | Nara     |
| Kashiba       | 香芝     | 6,6     | Kintetsu: Osaka-lijn (Station Kintetsu Shimoda)                                                    | Kashiba      | Nara     |
| JR Goidō      | JR五位堂 | 8,7     | | Kashiba      | Nara     |
| Takada        | 高田     | 11,5    | West Japan Railway Company: Sakurai-lijn Kintetsu: Osaka-lijn (Station Yamato-Takada)              | Yamatotakada | Nara     |
| Yamato-Shinjō | 大和新庄 | 14,9    | | Katsuragi    | Nara     |
| Gose          | 御所     | 17,6    | Kintetsu: Gose-lijn (Station Kintetsu Gose)                                                        | Gose         | Nara     |
| Tamade        | 玉手     | 19,4    | | Gose         | Nara     |
| Wakigami      | 掖上     | 20,9    | | Gose         | Nara     |
| Yoshinoguchi  | 吉野口   | 24,9    | Kintetsu: Yoshino-lijn                                                                             | Gose         | Nara     |
| Kitauchi      | 北宇智   | 31,5    | | Gojo         | Nara     |
| Gojō          | 五条     | 35,4    | | Gojo         | Nara     |
| Yamato-Futami | 大和二見 | 37,1    | | Gojo         | Nara     |
| Suda          | 隅田     | 41,1    | | Hashimoto    | Wakayama |
| Shimohyōgo    | 下兵庫   | 43,2    | | Hashimoto    | Wakayama |
| Hashimoto     | 橋本     | 45,1    | Nankai: Koya-lijn                                                                                  | Hashimoto    | Wakayama |
| Kii-Yamada    | 紀伊山田 | 48,0    | | Hashimoto    | Wakayama |
| Kōyaguchi     | 高野口   | 50,6    | | Hashimoto    | Wakayama |
| Nakaiburi     | 中飯降   | 53,0    | | Katsuragi    | Wakayama |
| Myōji         | 妙寺     | 54,6    | | Katsuragi    | Wakayama |
| Ōtani         | 大谷     | 56,7    | | Katsuragi    | Wakayama |
| Kaseda        | 笠田     | 58,2    | | Katsuragi    | Wakayama |
| Nishi-Kaseda  | 西笠田   | 61,3    | | Katsuragi    | Wakayama |
| Nate          | 名手     | 63,2    | | Kinokawa     | Wakayama |
| Kokawa        | 粉河     | 66,0    | | Kinokawa     | Wakayama |
| Kii-Nagata    | 紀伊長田 | 67,2    | | Kinokawa     | Wakayama |
| Uchita        | 打田     | 69,8    | | Kinokawa     | Wakayama |
| Shimoisaka    | 下井阪   | 72,0    | | Kinokawa     | Wakayama |
| Iwade         | 岩出     | 74,2    | | Iwade        | Wakayama |
| Funato        | 船戸     | 75,3    | | Iwade        | Wakayama |
| Kii-Ogura     | 紀伊小倉 | 77,6    | | Wakayama     | Wakayama |
| Hoshiya       | 布施屋   | 79,9    | | Wakayama     | Wakayama |
| Senda         | 千旦     | 81,4    | | Wakayama     | Wakayama |
| Tainose       | 田井ノ瀬 | 82,9    | | Wakayama     | Wakayama |
| Wakayama      | 和歌山   | 87,5    | West Japan Railway Company: Hanwa-lijn, Kisei-lijn Wakayama Spoorwegmaatschappij: Kishigawa-lijn   | Wakayama     | Wakayama |